# 查尔斯·霍华德·麦基文
查尔斯·霍华德·麦基文（1871年3月15日—1968年6月1日）是一位美国历史学家，毕业于普林斯顿大学和哈佛大学，1935年至1936年任美国历史学会会长，代表作品有《美国革命的宪法观》（The American Revolution: A Constitutional Interpretation，曾获1924年普利策历史奖）等。